# Kam Air
Kam Air  est la première compagnie aérienne privée en Afghanistan. Créée le 31 août 2003 et basée à Kaboul, sur l'aéroport international, elle a effectué son premier vol le 8 novembre 2003, entre Kaboul, Hérat et Mazâr-e Charîf avec un Boeing 727. La compagnie figure sur la liste des compagnies aériennes interdites d'exploitation dans l'Union européenne.

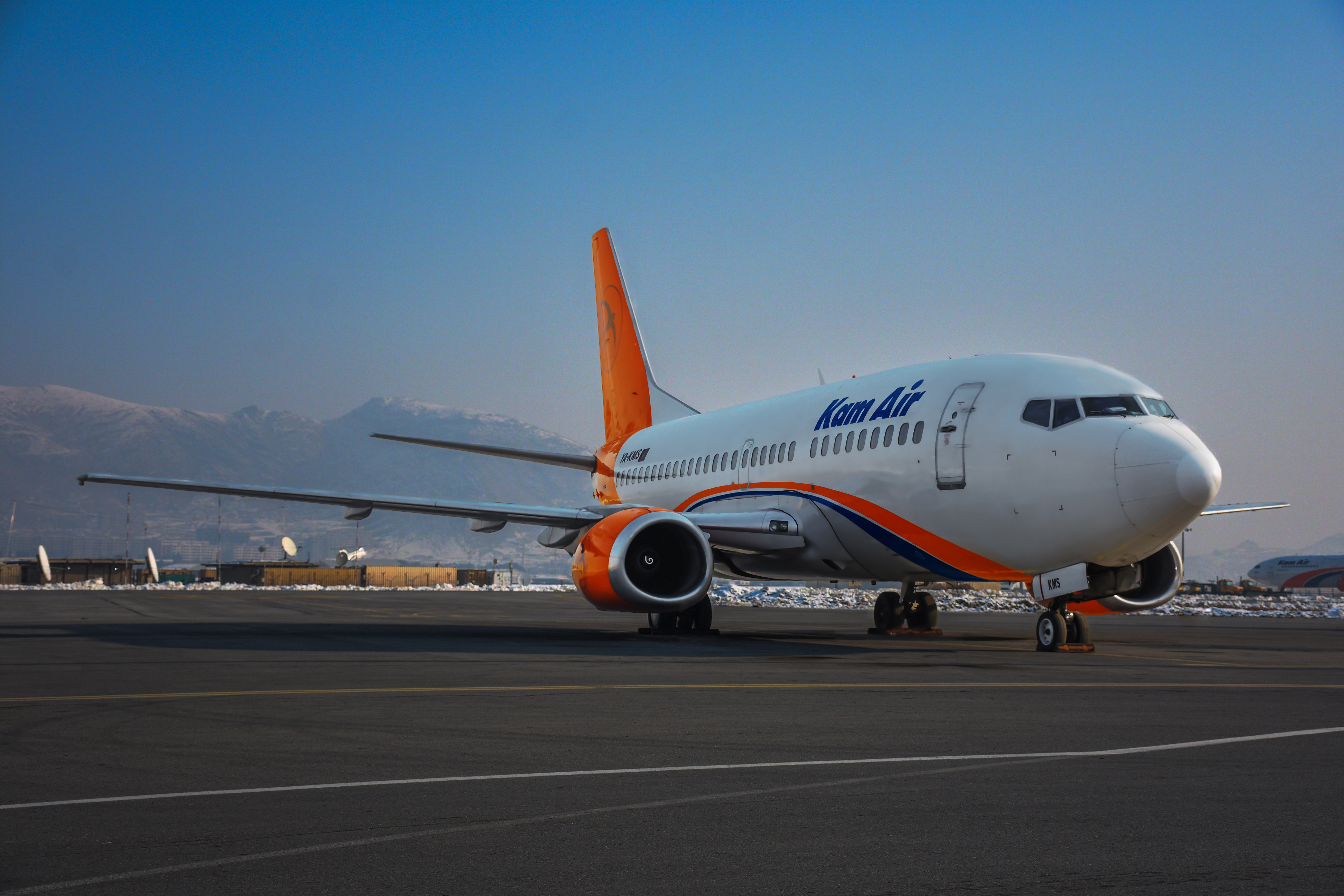
Un Boeing 737-300 Kam Air à l'Aéroport international de Kaboul.

## Flotte
En juin 2025, la flotte de Kam Air est composée des appareils suivants, :
| Type            | En service | Commandés | Passagers | Passagers | Passagers | Remarques |
| Type            | En service | Commandés | C         | Y         | Total     | Remarques |
| --------------- | ---------- | --------- | --------- | --------- | --------- | --------- |
| Airbus A340-300 | 3          | —         | —         | 346       | 346       |           |
| Boeing 737-300  | 3          | —         | —         | 143       | 143       |           |
| Boeing 737-500  | 1          | —         | —         | 114       | 114       |           |
| Total           | 7          |           |           |           |           |           |

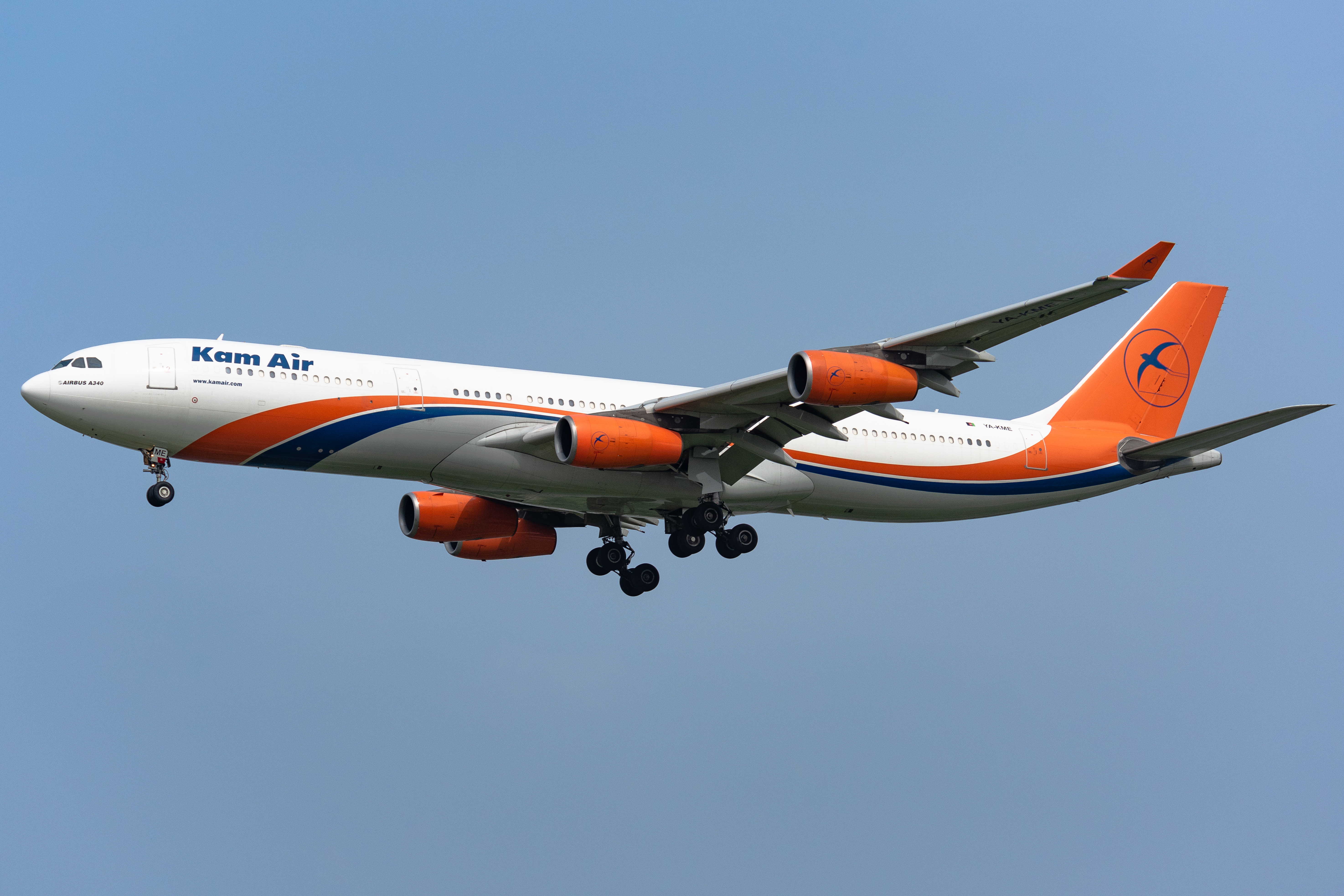
Un Airbus A340-300 Kam Air à l'Aéroport international de Pékin-Capitale.

En août 2021, Kam Air a transféré un nombre inconnu d'appareils de sa flotte en Iran pour stockage temporaire pour des raisons de sécurité à la suite de la chute de Kaboul et du chaos conséquent à l'aéroport de la ville.
Dans le passé la compagnie a également utilisé les types d'avions suivants :
- ATR42
- Airbus A320-200
- Boeing 737-200
- Boeing 737-400
- Boeing 737-800
- Boeing 767-200
- Boeing 767-300
- Fokker 100
- McDonnell Douglas MD-82
- McDonnell Douglas MD-83
- Saab 340

## Sécurité
En septembre 2004, son Antonov An-24 sortit de la piste lors de l'atterrissage, blessant une partie des 27 passagers, mais sans endommager l'avion.
Le jeudi 3 février 2005, un Boeing 737 assurant le vol 904 de la compagnie Kam Air s'écrase à quelques dizaines de kilomètres à l'est de Kaboul, causant la mort de 104 personnes dont 18 étrangers. Le Boeing 737 disparaît des radars alors qu'il s'approchait de Kaboul, en provenance de Hérat ; la tour de contrôle lui avait interdit l'atterrissage à Kaboul et l'avait dérouté sur Peshawar (Pakistan). Il a été retrouvé le 5 février 2005, dans les montagnes à l'est de Kaboul, ses 104 passagers et membres d'équipage ayant tous été tués.
Kam Air figure sur la liste noire des compagnies aériennes interdites de vol en Europe.